# Тромара, Кола
Кола Трома́ра (алб. Kolë Tromara; 15 мая 1882, Кютеза — 14 апреля 1945, Тирана) — албанский политик, националист, республиканец и антикоммунист. В 1920-х — участник республиканского движения Фана Ноли, в 1940-х — один из лидеров Балли Комбетар. В 1943—1944 — министр культуры в коллаборационистском правительстве. После прихода к власти коммунистов приговорён Специальным судом к смертной казни и расстрелян. Посмертно награждён орденом «Честь нации».

## Националист
Родился в семье православных албанцев, перебравшихся из Греции в окрестности Корчи. Работал фармацевтом в Корче. Придерживался национал-патриотических взглядов, был сторонником независимости Албании.
Преследования османских властей вынудили Колу Тромару в 1906 эмигрировать в США. Обосновавшись в Бостоне, он примкнул к организации американских албанцев Vatra («Очаг»). Сотрудничал с Фаном Ноли. В 1916 стал председателем Vatra. В 1917 организовал Ассамблею албанской диаспоры.
Кола Тромара выступал с националистических великоалбанских позиций, за присоединение к Албании Косово и Чамерии. Протестовал против планов греческого правительства депортировать албанцев-чамов в Турцию. (Костандина Тромара, мать Колы Тромары, была убита греческими боевиками.)

## Республиканец
В 1920 Кола Тромара вернулся в Албанию. Вместе с Авни Рустеми организовал во Влёре Федерацию великой отчизны. В 1924 поддержал республиканское восстание Фана Ноли, был назначен префектом Эльбасана. Был депутатом первого албанского парламента. Однако в том же году правительство Фана Ноли было свергнуто консервативно-монархическим переворотом Ахмета Зогу.
Кола Тромара участвовал в заговорах против Ахмета Зогу — в конце 1924 как главы правительства, в 1933 как короля. Дважды предпринимались попытки убийства Зогу (в 1924 году это попытался сделать единомышленник Тромары Бекир Вальтери). Кола Тромара вынужден был эмигрировать. При правлении Зогу албанский суд дважды вынес Тромаре заочные приговоры — сначала к 15 годам тюрьмы, потом — к смертной казни.
В эмиграции Кола Тромара жил в Австрии, затем во Франции. Состоял в албанских организациях. Стоял на позициях республиканского национализма. Ориентировался на модель французской Радикальной партии Эдуара Эррио. Постепенно взгляды Тромары эволюционировали в духе итальянского фашизма.

## Коллаборационист
Кола Тромара вернулся на родину в 1939, при итальянской оккупации Албании. Состоял в руководящем органе Балли Комбетар, занимал пост префекта Корчи. В 1943, когда итальянская оккупация сменилась немецкой, Тромара формально вышел из Балли Комбетар и занял пост министра культуры в прогерманском коллаборационистском правительстве Реджепа Митровицы.
В 1940-х на первый план в идеологии Колы Тромары выдвинулся антикоммунизм. Главную опасность он усматривал в Компартии Албании, возглавляемой Энвером Ходжей. В 1944, когда КПА пришла к власти, Кола Тромара вместе с Бахри Омари (министр иностранных дел в правительстве Митровицы) пытался организовать сопротивление, однако вскоре был арестован органами коммунистической внутренней безопасности.

## Осуждённый
1 марта 1945 в Тиране начался Специальный суд над большой группой политиков-антикоммунистов. Среди главных обвиняемых были Кола Тромара, Бахри Омари и Бекир Вальтери. На процессе Тромара держался твёрдо, резко отвечал прокурору Бедри Спахиу.

Кто здесь предатель, народ рано или поздно разберётся.

Кола Тромара.

13 апреля 1945 Кола Тромара был приговорён к смертной казни и на следующий день расстрелян.

## Память
После падения коммунистического режима в Албании отношение к Коле Тромаре существенно изменилось. Многие албанцы считают его патриотом и демократом, отдают должное мужеству на процессе.
Останки Колы Тромары были обнаружены и идентифицированы только в 1993, после утверждения албанским парламентом закона о реабилитации жертв репрессий коммунистического режима.
24 ноября 2014 президент Албании Буяр Нишани издал указ о посмертном награждении орденом «Честь нации» нескольких казнённых по приговору Специального суда, в том числе Колы Тромары. Президент особо отметил заслуги Тромары как руководителя Vatra. Однако это решение вызывало не только позитивные отклики: некоторые авторы считают, что в этом отразились партийно-идеологические предпочтения Нишани.